# Simulación (fútbol)

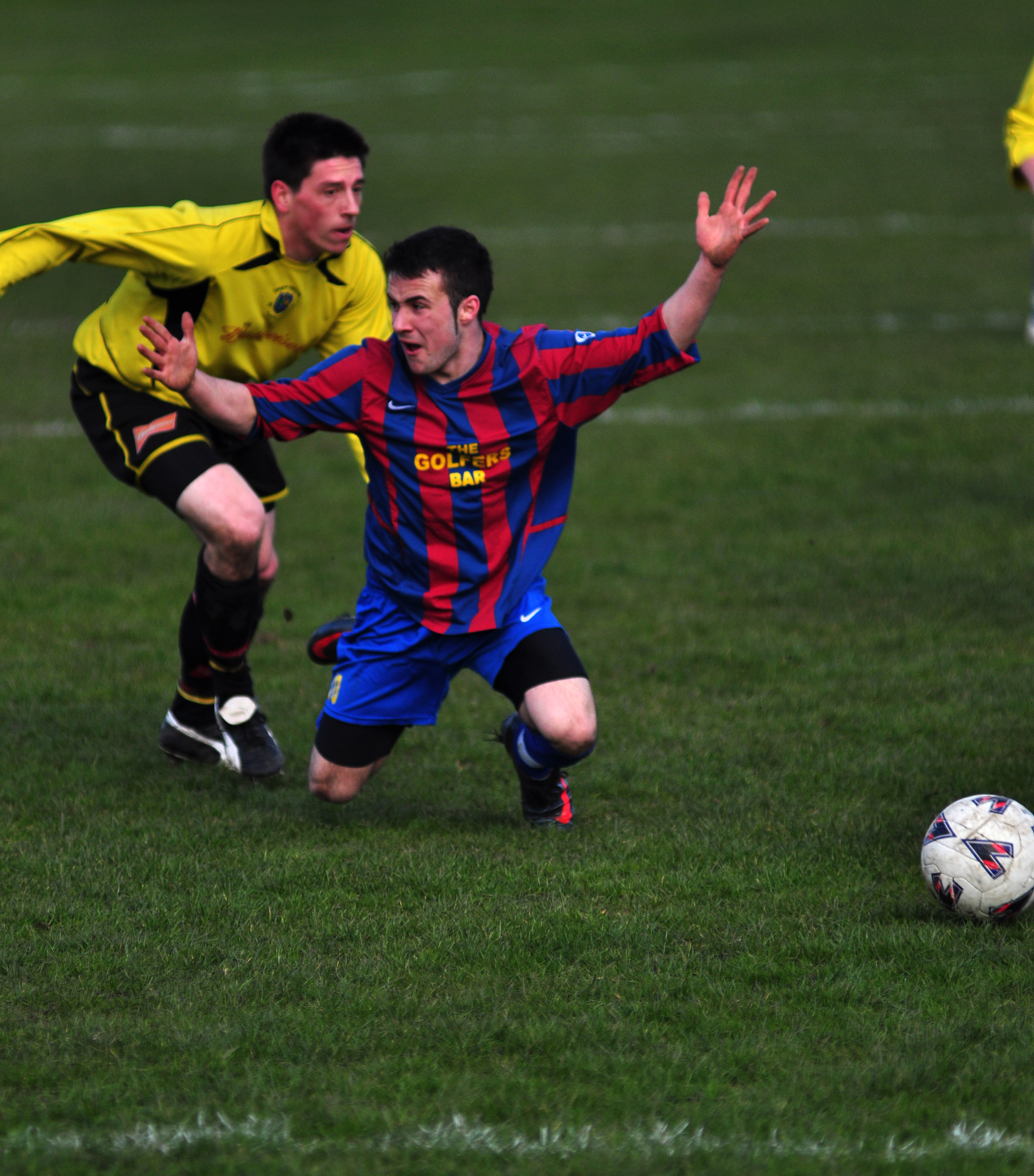
Levantar los brazos y mirar al árbitro pueden indicar una simulación.

En fútbol, una simulación, coloquialmente llamada piletazo o piscinazo, es el intento de un jugador de obtener una ventaja injusta al caer al suelo y fingir una posible lesión, para dar la impresión de que se ha cometido una falta. Las simulaciones son a menudo utilizadas para exagerar la cantidad de contacto presente en una barrida. Decidir si un jugador ha cometido una simulación es subjetivo, y uno de los aspectos más controversiales de discusión en el fútbol. Los jugadores hacen esto para recibir un tiro libre o un tiro penal, lo que resulta en oportunidades de anotar un gol, o que el jugador contrario reciba una tarjeta amarilla o roja, dando a su propio equipo una ventaja.

## Detección

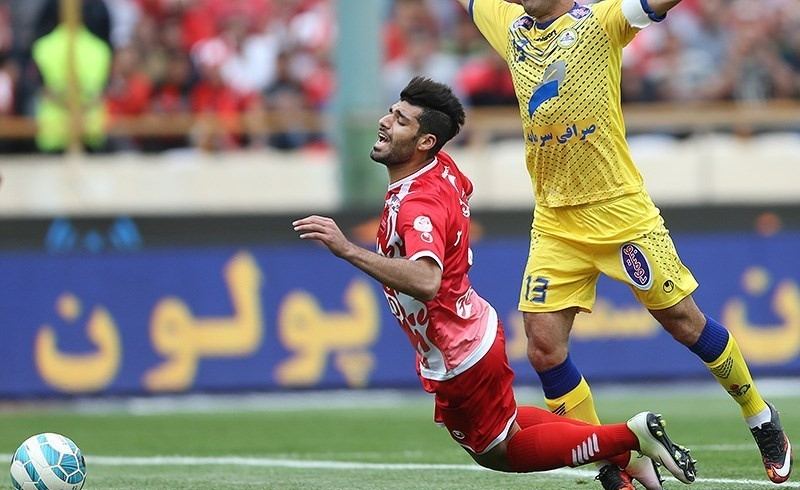
Una posible simulación en un partido entre el Persépolis y el Naft Masjed Soleyman.

Un estudio de 2009 encontró que hay rasgos reconocibles que a menudo se puede observar cuando un jugador está fingiendo. Estos son:
- una separación en el tiempo entre el impacto y la simulación,
- una falta de continuidad balística (el jugador se mueve más allá de lo que se esperaría del impacto de la entrada) y
- La falta de consistencia en el contacto (el jugador atenderá una parte del cuerpo distinta de donde el impacto sucedió, como el contacto con el tórax, causando que el jugador se tire al suelo, agarrando su cara).
- la posición de "arco", donde la cabeza está inclinada hacia atrás, el pecho hacia adelante, los brazos levantados y las piernas dobladas en la rodilla para levantar ambos pies del suelo, es reconocido como un signo característico de la simulación, ya que la acción es contraria a los reflejos normales para proteger el cuerpo en una caída.